# Lepidiota yorkensis
Lepidiota yorkensis är en skalbaggsart som beskrevs av Britton 1978. Lepidiota yorkensis ingår i släktet Lepidiota och familjen Melolonthidae. Inga underarter finns listade i Catalogue of Life.